# Bauhofgäßchen 1 (Nördlingen)

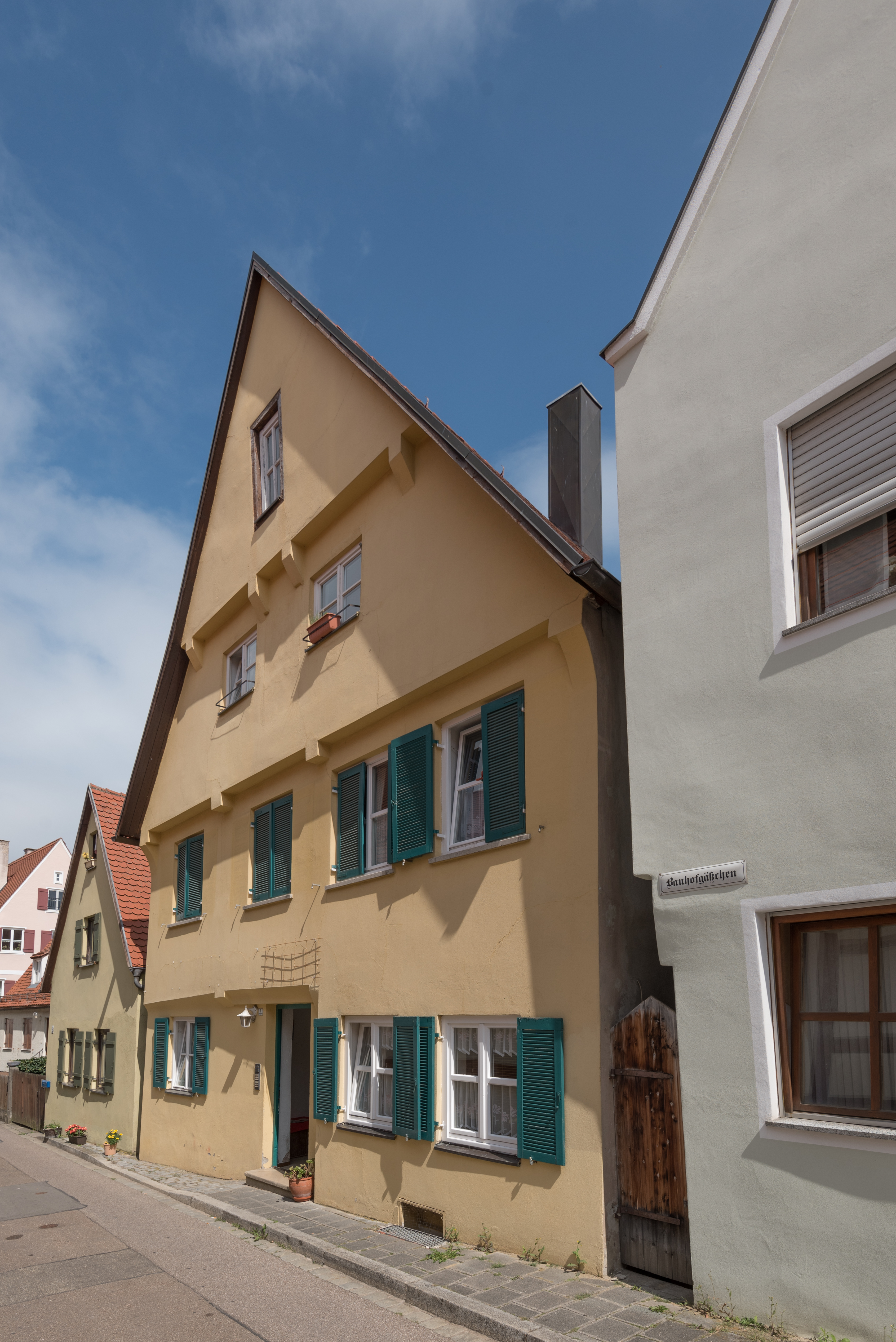
Fachwerkhaus Bauhofgäßchen 1 in Nördlingen

Das Gebäude Bauhofgäßchen 1 in Nördlingen, einer Stadt im schwäbischen Landkreis Donau-Ries in Bayern, wurde Ende des 15. Jahrhunderts errichtet. Das ehemalige Handwerkerhaus ist ein geschütztes Baudenkmal.
Das Wohnhaus ist ein zweigeschossiger giebelständiger Fachwerkbau, der verputzt ist. Die Giebelseite ist dreifach vorkragend. 
Die Innenausstattung des Hauses wurde weitgehend erneuert.